# Hoře z rozumu

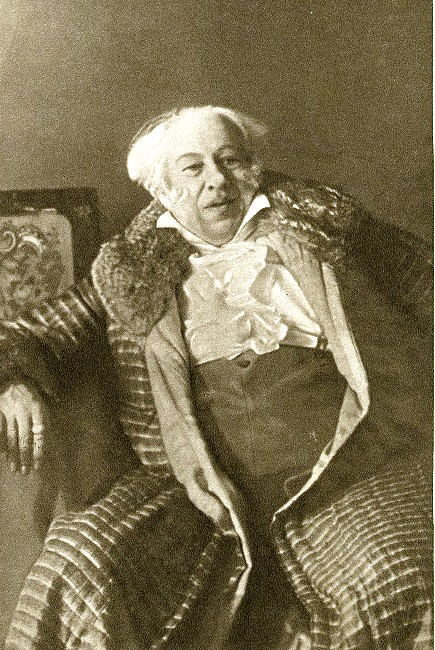
Konstantin Sergejevič Stanislavkij v roli Famusova

Hoře z rozumu (1824, Горе от ума) je veršovaná komedie ruského diplomata, překladatele a dramatika období romantismu Alexandra Sergejeviče Gribojedova (1795–1829), vyznačující se krutou, smutnou a hořkou satirou na mravně devastovanou a podlézavou společnost bez pevného vnitřního přesvědčení a postoje, která dodnes patří k nejvýznamnějším hrám světového, evropského a ruského dramatu 19. století.
Komedie je jediným významným samostatným autorovým dílem. Začal na ní pracovat již kolem roku 1819, když působil v Tabrízu jako tajemník ruského vyslance v Persii, a dokončil jí v létě roku 1824 během své dovolené na statku svého přítele poblíž Moskvy Hra se stala brzy známou, v opisech se šířila po celém Rusku a především u mladší generace vyvolala neobyčejný dojem. Děkabristé viděli v Hoři z rozumu základní myšlenky svého programu, především odsudek nevolnictví a dalších nešvarů ruské společnosti (úplatkářství, byrokracie, nevzdělanost). Představitelé vyšší společnosti se však cítili dotčeni nelítostnou satirou, proto dlouho zabraňovali jevištnímu uvedení hry (došlo k tomu až roku 1831, dva roky po autorově smrti). Tiskem mohla komedie vyjít až roku 1833, podruhé se značnými doplňky až roku 1862; úplné vydání je až z roku 1875.
Svou hrou Gribojedov navázal na ruskou tradici společenské komedie, o niž se pokusil již Fonvizin a která pak pokračovala především Gogolem a dalšími autory 19. století. Oproti Fonvizinovi však vytvořil mistrovskou tragikomedii o střetu vzdělaného a svobodomyslného jedince s konzervativní vyšší společností, která hájí zachování starých pořádků a vzdělání i osvětu považuje za škodlivé jevy.

## Obsah hry
Hoře z rozumu je krutá, smutná, hořká a zoufalá satira. Vypráví o mladém šlechtici Čackém, který se vrátil po třech letech z dalekých cest do Moskvy, aby uviděl svou lásku Sofii, dceru carského byrokrata Famusova. Spěchá za ní plný nadšení, energie a ideálů. Zjišťuje, že se ve Famusovově domě během let nic nezměnilo. Stále je tu v módě zaostalost, pochlebování a patolízalství. Co se však změnilo, jsou city Sofie k Čackému. Ta přijala za své mravy panující v domě jejího otce a miluje tajně otcova sekretáře, pokrytce a bezpáteřního podlézavce Molčalina. Čackij se pokouší o svou lásku bojovat, chce jí otevřít oči. Střetává se však jen se zpátečnictvím, bezduchostí, zabedněností. I Sofii je Čackij se svou sžíravou kritikou nepříjemný, a tak ho nakonec před celou společností, skládající se z tupých staromilců, prohlásí za pomateného a definitivně se s ním rozchází.
Sofie má za to, že ji Molčalin opravdu miluje. Stane se však bezděčným svědkem toho, jak vyznává lásku její komorné Líze, a slyší i jeho pohrdlivá slova. Prohlédne tak jeho přetvářku a vyžene jej z otcova domu. To již ale rezignující Čackij odjíždí. Aby si zachránil rozum, aby skutečně nepropadl šílenství, zbývá mu jediné: znovu ujet z Ruska, tentokrát asi navždycky, protože ve společnosti prolezlé pokrytectvím a strachem, kde pravda je pokládána za bláznovství a lež za pravdu, se nedá žít. Satirická komedie se proměnila ve velkou tragédii, v drtivý konflikt hlavního hrdiny s realitou, jejíž skutečný stav jeho rozum neunese, protože jej nemůže pochopit.

## Filmové adaptace
- Hoře z rozumu (1952), Горе от ума), Sovětský svaz, režie Sergej Alexejev,
- Hoře z rozumu (1966), Československo, televizní film, režie Antonín Moskalyk.

## Česká vydání
- Hoře z rozumu, Praha 1895, přeložil Boleslav Kalenský,
- Hoře z rozumu, Jan Otto, Praha 1905, přeložil František Vever, znovu 1913.
- Hoře z rozumu, Jan Otto, Praha 1932, přeložil František Táborský,
- Hoře z rozumu, Svoboda, Praha 1947, přeložili Marie Marčanová, Bohumil Mathesius a Zdenka Niliusová,
- Hoře z rozumu, SNKLHU, Praha 1954, přeložil Bohumil Franěk, znovu DILIA, Praha 1972 a Odeon, Praha 1979.
- Hoře z rozumu, DILIA, Praha 1970, přeložil Václav Renč.